# Galū Gāzer
Galū Gāzer (persiska: گلو گازر) är en ort i Iran.   Den ligger i provinsen Kerman, i den sydöstra delen av landet, 900 km sydost om huvudstaden Teheran. Galū Gāzer ligger 2 389 meter över havet och antalet invånare är 168.
Terrängen runt Galū Gāzer är lite bergig.Runt Galū Gāzer är det glesbefolkat, med 17 invånare per kvadratkilometer. Närmaste större samhälle är Darb-e Behesht, 18,5 km öster om Galū Gāzer. Omgivningarna runt Galū Gāzer är i huvudsak ett öppet busklandskap.